# جس استون: از دست دادن معصومیت‌ها
جس استون: از دست دادن معصومیت‌ها (انگلیسی: Jesse Stone: Innocents Lost) یک تله‌فیلم درام، جنایی و معمایی آمریکایی محصول سال ۲۰۱۱ به کارگردانی دیک لاوری با بازی تام سلک و کتی بیکر است. این فیلم بر اساس شخصیت‌های رمان‌های جس استون خلق‌شده اثر رابرت بی. پارکر می‌باشد.

## داستان
دربارهٔ رئیس پلیس بازنشسته یک شهر کوچک نیوانگلند است که مرگ مشکوک یک دوست جوان را در حالی که نیروی پلیس با رئیس پلیس جدید مغرور برخورد می‌کند، بررسی می‌کند. که داماد یکی از اعضای شورای شهر است. داستان فیلم که در لوکیشنی در نوا اسکوشیا فیلمبرداری شده‌است، در شهر ساختگی پارادایس، ماساچوست می‌گذرد.

## انتشار فیلم
این هفتمین فیلم از مجموعه ۹ فیلم تلویزیونی است که بر اساس شخصیت‌های رمان‌های جسی استون اثر پارکر ساخته شده‌است. این فیلم اولین بار در ۲۲ می ۲۰۱۱ از شبکه تلویزیونی سی‌بی‌اس پخش شد.

## بازیگران
- تام سلک
- کتی بیکر
- گلوریا روبن
- ویلیام سدلر
- مایک آروین
- سال روبینک
- ویلیام دیون